# روابط تایوان و لسوتو
جمهوری چین (تایوان) و لسوتو در دو دوره زمانی ۱۹۶۶ تا ۱۹۸۳ و ۱۹۹۰ تا ۱۹۹۴ روابط دیپلماتیک رسمی داشتند. پس از قطع روابط، نمایندگی‌های دیپلماتیک مستقیمی بین دو کشور وجود ندارد و امور مربوط به لسوتو توسط نمایندگی تایپه در آفریقای جنوبی پیگیری می‌شود.

## سیاست

### دیپلماسی
در ۴ اکتبر ۱۹۶۶، لسوتو به استقلال رسید و در ۳۱ اکتبر همان سال، روابط دیپلماتیک رسمی با جمهوری چین (تایوان) برقرار کرد. جمهوری چین سفارت خود را در پایتخت لسوتو، ماسرو، تأسیس نمود و سفیر خود را اعزام کرد، اما لسوتو سفارت یا سفیری در جمهوری چین نداشت.
در سال ۱۹۷۱، لسوتو در مجمع عمومی سازمان ملل متحد از حفظ کرسی چین توسط جمهوری چین حمایت کرد. در سال ۱۹۸۳، لسوتو روابط دیپلماتیک خود را با جمهوری چین قطع و با جمهوری خلق چین رابطه برقرار کرد.
پس از کودتای نظامی در لسوتو در سال ۱۹۸۶، جمهوری چین با اعطای وام ۳۰ میلیون دلاری برای ساخت سد و اعزام هیئت‌های دیپلماتیک، تلاش کرد روابط را بازسازی کند. این تلاش‌ها منجر به از سرگیری روابط در ۵ آوریل ۱۹۹۰ شد و در پی آن لسوتو روابط خود را با جمهوری خلق چین قطع کرد.
لسوتو و جمهوری چین بین سال‌های ۱۹۹۰ تا ۱۹۹۴ روابط دیپلماتیک داشتند، اگرچه لسوتو سفارت مستقیمی در تایوان تأسیس نکرد. در این دوره، هیئت‌هایی از ارتش لسوتو به تایوان سفر کردند و با مقامات آن دیدار کردند.
در سال ۱۹۹۱، پس از وقوع شورش داخلی در لسوتو، جمهوری چین به حمایت و کمک به اتباع خود و دیگر افراد آسیب‌دیده پرداخت و کمک‌های مالی و لجستیکی ارسال کرد.
در نهایت، در ۱۲ ژانویه ۱۹۹۴، لسوتو مجدداً روابط دیپلماتیک خود را با جمهوری چین قطع کرد.

## اقتصاد

### تجارت
تجارت دو کشور در سال‌های اخیر مبلغی در حدود چند ده میلیون دلار آمریکا بوده است. در سال ۲۰۲۴، مجموع حجم تجارت بین تایوان و لسوتو حدود ۲۳.۸ میلیون دلار بود که صادرات تایوان به لسوتو بیش از ۲۳.۵ میلیون دلار و واردات از لسوتو حدود ۳۴۹ هزار دلار بود. در تمام این سال‌ها، تایوان همواره تراز تجاری مثبت با لسوتو داشته است.
ده قلم کالای عمده صادرات تایوان به لسوتو در سال ۲۰۲۳ عبارتند از: منسوجات بافته‌شده یا حلقوی (از جمله پارچه‌های کشی با بیش از ۵ درصد نخ لاستیکی)، قطعات و لوازم جانبی پوشاک، نخ و طناب، محصولات پلاستیکی، برچسب‌های کاغذی، برنج، مواد شیمیایی نظیر هیدروکسید سدیم یا پتاسیم، و ماشین‌آلات مربوط به پردازش الیاف و پارچه.
از لسوتو نیز کالاهایی مانند پنبه‌ی بازیافتی، کلیدها و تجهیزات الکتریکی، فیبر نوری و کانکتورهای مرتبط، مواد خاص با ارزش کم و محصولات روی وارد می‌شود.

### سرمایه‌گذاری
طبق آمار وزارت اقتصاد جمهوری چین، تا سال ۲۰۲۳ حدود ۴۰ شرکت تایوانی در لسوتو فعال هستند که اکثر آنها در صنایع نساجی، دوخت لباس، گلدوزی، چاپ و بسته‌بندی کاغذ فعالیت دارند. مجموع سرمایه‌گذاری تایوانی‌ها در لسوتو حدود یک میلیارد دلار آمریکا است و تایوان بزرگترین منبع سرمایه‌گذاری خارجی مستقیم در این کشور به شمار می‌رود، با سهمی نزدیک به ۹۰ درصد.
این شرکت‌ها مستقیم حدود ۵۰ هزار نفر را استخدام کرده و به طور غیرمستقیم حدود ۱۵۰ هزار نفر، معادل ۲۵ درصد نیروی کار لسوتو را تحت تأثیر قرار داده‌اند. همچنین، سالانه بیش از یک میلیارد دلار ارز خارجی برای لسوتو ایجاد می‌کنند. از سوی دیگر، سرمایه‌گذاری لسوتو در تایوان محدود و شامل ۲ پروژه بوده است.

## تعاملات

### کمک‌ها
در اوایل سال ۱۹۹۲، خشکسالی شدید در منطقه جنوب آفریقا باعث بحران بزرگ کم‌آبی شد و دولت جمهوری چین (تایوان) مبلغ ۱ میلیون دلار آمریکا به لسوتو اهدا کرد تا برای خرید ذرت و کمک به قربانیان این بحران مورد استفاده قرار گیرد.
سازمان «نگاه جهانی تایوان» از سال ۱۹۹۹ سالانه بیش از ۱۳ میلیون دلار تایوانی در این کشور سرمایه‌گذاری کرده و به بیش از ۵۸۰۰ کودک کمک می‌کند. همچنین آموزش کشاورزی برای افزایش تولید غذا و درآمد به مردم لسوتو ارائه می‌دهد. در سال ۲۰۱۲، هنگامی که لسوتو اعلام وضعیت اضطراری غذایی کرد، کمیسیون کشاورزی و غلات دولت تایوان از طریق این سازمان، دو هزار تن برنج برای کمک اضطراری اهدا نمود.
در فوریه ۲۰۰۲، یک گروه پزشکی غیردولتی به نام «انجمن پزشکی صلح لوژو» از تایوان برای ارائه خدمات درمانی به لسوتو سفر کرد، اما به دلیل فشارهای دولت جمهوری خلق چین بر وزارت امور خارجه لسوتو، وزارت بهداشت این کشور اجازه نداد که این گروه پزشکی به فعالیت بپردازد. در نتیجه، این گروه به کشور همسایه اسواتینی (سوازیلند) رفت.
در سال ۲۰۰۹، بنیاد خیریه بودایی تایوانی «تسوتسی» دانه‌های ذرت مقاوم به خشکی به کشاورزان لسوتو اهدا کرد تا به آنها در خودکفایی کمک کند. همچنین در سال ۲۰۱۰، این بنیاد با خرید محصولات ذرت کشاورزان لسوتویی، در چهار نوبت به بیش از ۸۰۰ خانواده کمک‌های زمستانی ارائه داد.

## توافق‌ها
تایوان و لسوتو چندین توافق‌نامه دوجانبه به امضا رسانده‌اند که از جمله مهم‌ترین آن‌ها می‌توان به موارد زیر اشاره کرد:
در ۱۳ نوامبر ۱۹۶۸، «توافق‌نامه همکاری فنی بین جمهوری چین و پادشاهی لسوتو» امضا شد که این توافق در ۹ مه ۱۹۷۲ تمدید و با تبادل اسناد تکمیل گردید. همچنین در سال‌های بعد در ۱۹ نوامبر ۱۹۷۳ و ۲ اوت ۱۹۷۷ تمدید و در ۱ دسامبر ۱۹۸۲ اصلاحاتی بر آن اعمال شد.
در ۲۱ دسامبر ۱۹۶۹، «معاهده دوستی تایوان و لسوتو» به امضا رسید.
در ۷ اوت ۱۹۷۴، «توافق‌نامه لغو روادید» میان دولت جمهوری چین و دولت پادشاهی لسوتو امضا شد.
در ۱ دسامبر ۱۹۸۲، دو توافق‌نامه «تجاری» و «تشویق و حمایت سرمایه‌گذاری» بین دو کشور به امضا رسید.
در ۲۷ ژوئن ۱۹۹۰، «توافق‌نامه همکاری در زمینه فناوری کشاورزی» بین تایوان و لسوتو منعقد شد.
این توافق‌ها زمینه‌ساز توسعه همکاری‌های سیاسی، اقتصادی و فنی میان دو کشور شده‌اند.

## ویزا
هر دو کشور تایوان و لسوتو برای ورود شهروندان یکدیگر نیازمند ارائه ویزا هستند. دارندگان گذرنامه جمهوری چین (تایوان) که دارای دعوت‌نامه و گواهی واکسیناسیون تب زرد باشند، می‌توانند از طریق وب‌سایت رسمی لسوتو نسبت به پرداخت هزینه و درخواست ویزای توریستی، تجاری و تحصیلی اقدام کنند. در صورتی که این افراد از طریق فرودگاه‌های بین‌المللی آفریقای جنوبی وارد لسوتو شوند و صرفاً ترانزیت داشته باشند، نیازی به ویزای ترانزیت آفریقای جنوبی نیستند؛ اما در صورت خروج از فرودگاه و ورود به خاک آفریقای جنوبی برای رفتن به لسوتو، باید ویزای مربوطه را تهیه نمایند.
از سوی دیگر، دارندگان گذرنامه لسوتو که به تایوان سفر می‌کنند و برای شرکت در کنفرانس‌ها، رویدادهای ورزشی، نمایشگاه‌ها یا سایر برنامه‌های بین‌المللی که توسط دولت مرکزی تایوان برگزار، حمایت یا همکاری شده باشد، می‌توانند با استفاده از ویزای الکترونیکی به مدت حداکثر ۳۰ روز و بدون امکان تمدید، وارد تایوان شوند.

## حمل و نقل

### هواپیمایی
اطلاعات تا تاریخ ۲۸ ژوئن ۲۰۲۳ به‌روزرسانی شده است.

#### خطوط مسافری
پرواز مستقیم بین تایوان و لسوتو وجود ندارد و همچنین مسیر مستقیمی از تایوان به لسوتو از طریق یک شهر سوم نیز وجود ندارد. مسافران برای رسیدن به لسوتو باید چندین بار پروازهای خود را تغییر دهند.
برای مثال، مسیر معمول شامل مراحل زیر است:
فرودگاه بین‌المللی تایپه تایوان (桃園國際機場) → فرودگاه بین‌المللی دبی (Dubai International Airport) → فرودگاه بین‌المللی الیور تانبو (Oliver Tambo International Airport) در ژوهانسبورگ → فرودگاه بین‌المللی موشو شو اول (Moshoeshoe I International Airport) در لسوتو.